# Mikołaj Prochorow
Mikołaj Prochorow (ur. 28 stycznia?/10 lutego 1901 w Nowogrodzie, zm. 4 lipca 1971 w Szczecinie) – polski lekarz ginekolog związany z Uniwersytetem Poznańskim i Pomorską Akademią Medyczną w Szczecinie, założyciel i kierownik I Kliniki Położnictwa i Chorób Kobiecych PAM, twórca własnej szkoły ginekologii operacyjnej.

## Życiorys
Urodził się w Nowogrodzie (Rosja) w roku 1901. Medycynę studiował na Uniwersytecie Poznańskim. Studia ukończył w roku 1923. Otrzymał stopień doktora wszech nauk lekarskich (również na Uniwersytecie Poznańskim) i został zatrudniony na etacie asystenta w Klinice Położnictwa i Chorób Kobiecych UP, gdzie pracował w latach 1927–1932.
W roku 1932 został ordynatorem oddziału szpitala PCK w Równem, a w roku 1939 – asystentem w Szpitalu Garnizonowym (Garnizon Równe).
Po wybuchu II wojny światowej brał udział w kampanii wrześniowej (1939). W roku 1941 został zmobilizowany do Armii Czerwonej. W latach 1941–1944 był ordynatorem oddziału chirurgicznego. Od roku 1944 do maja roku 1945 (zakończenie walk nad Łabą) służył w 1 Armii Wojska Polskiego jako szef oddziału chirurgii. Wchodził w skład zespołu ORMU (Oddział Rezerw Medycznego Uzupełnienia), który wzmocnił personel 12 Polowego Ruchomego Szpitala Chirurgicznego, utworzonego w końcu roku 1944 dla zabezpieczenia 2 Armii WP (szpital specjalistyczny dla najciężej rannych – w głowę, kręgosłup, klatkę piersiową i jamę brzuszną).
Po wojnie w latach 1945–1948 pracował w szpitalu okręgowym WP w Poznaniu. Został zdemobilizowany w stopniu majora. Od roku 1948 do śmierci w roku 1971 pracował w Pomorskiej Akademii Medycznej w Szczecinie. Zajmował wysoką pozycję w środowisku medycznym miasta i województwa i cieszył się wielkim uznaniem wśród pacjentów i studentów.
Początkowo był zatrudniony w klinice prof. Tadeusza Zwolińskiego (otrzymał stanowisko docenta), a w roku 1962 objął kierownictwo II Kliniki Położnictwa i Chorób Kobiecych, należącej do Państwowego Szpitala Klinicznego PSK nr 2. Klinika, zorganizowana przez Prochorowa na Pomorzanach, liczyła wówczas 114 łóżek. Poza pracą naukową i dydaktyczną Prochorow pełnił funkcję konsultanta wojewódzkiego w zakresie położnictwa i ginekologii oraz przewodniczącego Szczecińskiego Oddziału Polskiego Towarzystwa Ginekologicznego, współtworzył (z Krystyną Wątorską) pierwszą w Szczecinie poradnię ginekologii wieku rozwojowego, był członkiem Polskiego Towarzystwa Ginekologicznego. Przez 6 lat pełnił funkcję prezesa Oddziału Szczecińskiego tego towarzystwa.
Do zespołu pracowników kliniki należeli m.in. Zbigniew Pilawski (przyszły kierownik jednostki), Stanisław Różewicki, Zdzisław Torbé (wprowadzający w Szczecinie nowe wówczas metody radioterapii nowotworów narządu płciowego), Mieczysław Żółtowski (pionier laparoskopii w Szczecinie), Izabella Rzepka‑Górska (późniejszy kierownik kliniki. Niektórzy z pracowników kliniki zostali oddelegowani do pracy poza Szczecinem. Tworzyli i prowadzili nowe oddziały ginekologiczne na terenie województwa.
Mikołaj Prochorow zmarł w wieku 70 lat, w czasie kształcenia studentów na społecznym obozie naukowym. Został pochowany na cmentarzu Centralnym w Szczecinie.

## Praca naukowa i kliniczna
Przed wojną zajmował się wczesną diagnostyką ciąży (pierwsze artykuły opublikował w latach 1928–1929) oraz badaniami na zwierzętach doświadczalnych w dziedzinie endokrynologii. W okresie późniejszym specjalizował się w chirurgii narządu rodnego. Opracował m.in. wiele własnych metod postępowania lekarskiego w przypadkach obniżenia macicy i pochwy z inkontynencją, np. własną technikę operacyjnego przeciwdziałania zaburzeniom statyki narządu rodnego oraz zaleganiu moczu w pęcherzu po usunięciu macicy, polegającą na zawieszaniu pęcherza na więzadłach obłych macicy. Zmodyfikował jedną z najtrudniejszych operacji ginekologicznych – operację Wertheima‑Meigsa.

## Publikacje
Okres 1921–1939 (Klinika Położniczo Ginekologiczna prof. B. Kowalskiego w Poznaniu), m.in.
1. Prochorow Mikołaj, Postępowanie położnej w przypadkach porodu przedwczesnego, Nowiny Lekarskie 1928, Akusz. R. 2, nr 10, s. 2–3
2. Prochorow Mikołaj (współautor), Der Einﬁuss der Hypophysenvorderlappenhormone auf den Genitalapparat der männiichen Maus, Zentralbl Gynakol 1931 Jg. 53, nr 25, s. 1965–1971
3. Prochorow Mikołaj (współautor), Doświadczenia z prośbą pyrarnidonową w surowicy krwi, Ginekologia Polska 1931,  T. 10, z. 4-6, s. 317–325
4. Prochorow Mikołaj, O leczeniu polipów łożyskowych, Nowiny Lekarskie, 1931, R. 43, z. 12, s. 408–415

Okres szczeciński (1948–1971), m.in.
1. Prochorow Mikołaj, Zawieszenie pęcherza moczowego na wiązadłach obłych macicy po całkowitym jej usunięciu, praca habilitacyjna, 1961[11]
2. Prochorow Mikołaj, Zwalczanie krwotoku podczas cięcia cesarskiego, Ginekologia Polska 1962, 33(4), 491–497[12]
3. Prochorow Mikołaj, Wątorska Krystyna, Nieprawidłowy przebieg tętnic macicznych, Polski Tygodnik Lekarski 1964, R. 19, nr 20, s. 771–773[13]
4. Prochorow Mikołaj, Zapobiegawcze ostrzykiwanie krocza rozczynem hialuronidazy w porodach czasowych,  Polski Tygodnik Lekarski 1966, 21(19), s. 712–714[14]
5. Prochorow Mikołaj, Władysław Łazar, Zachowanie się blizny po przebytym cięciu cesarskim w dolnym odcinku macicy,  Ginekologia Polska, 1972, nr 1, s. 43[15]

## Odznaczenia i wyróżnienia
Został odznaczony Złotym Krzyżem Zasługi i Krzyżem Kawalerskim Orderu Odrodzenia Polski. Otrzymał Odznakę „Za wzorową pracę w służbie zdrowia”.

## Wspomnienia studentów i współpracowników
Jeden z uczniów i przyszłych współpracowników, Mieczysław Żółtowski, wspominał np.:

Docent Prochorow wszystkich trzymał krótko. Mimo to był ulubionym szefem i znakomitym nauczycielem wielu lekarzy.

Pytany czasem dlaczego jest tak surowy, odpowiadał: 

Dobre słowo nie jest wam potrzebne. Sam wygarbuję wam skórę po to, żeby nikt inny wam jej nie garbował. Nie pozwolę jednak na to, żeby ktoś was skrzywdził. Wtedy będę was bronił.

Mieczysław Żółtowski uważał Mikołaja Prochorowa za swojego najważniejszego nauczyciela, mówiąc że „mało kto miał taką wyobraźnię i pasję dydaktyczną”. Opisywał np. wydarzenie na wykładzie o budowie miednicy małej, w którym uczestniczył jako student. Opis przeszedł do historii PAM jako anegdota. Na stojącego z rozpostartymi ramionami Żółtowskiego doc. Prochorow narzucił prześcieradło i mówił do słuchaczy: 

Popatrzcie! Mietek to macica: głowa to dno, rozpostarte ramiona - jajowody, a prześcieradło to więzadło szerokie.